# 許昭
許昭（2世纪—200年），東漢末年將領，曾在盛憲手下任職。
盛憲後以疾辭吳郡太守一職，許貢前來領郡後試圖迫害故太守盛憲，孝廉高岱將盛憲藏匿於時任營帥的許昭家中避難。
後來孫策清算江東地方勢力，嚴白虎抵抗不住，往餘杭抗奔許昭。程普請求孫策發動攻擊，孫策說「許昭有義於舊君，有誠於故友，此丈夫之志也」，於是放棄攻擊。
后来孙策被许贡门客许昭刺杀，孙策不久也伤重而亡。此许昭是否同一人，有待考证。

## 資料來源
- 《資治通鑑·漢紀五十五·漢獻帝建安四年》

1. ↑  《建康實錄》:及此兵屯江上，因出獵，馬駿，去從騎遠，為貢客許昭伏刺之，傷面。及許昭所傷，治瘡方差，策性剛，取鏡照面，見所傷瘡，乃怒曰：「大丈夫將建功業，而令面如此！」遂擲鏡大叫，瘡裂而死，時年二十六。